# حدیث
حدیث، در اصطلاح مسلمانان، به روایتی از آنچه محمد گفت یا انجام داد، گفته می‌شود. گاه ممکن است سخنان امامان شیعه، صحابه‌های محمد و دیگر اشخاص صدر اسلام نیز حدیث نامیده شود، هر چند در منابع متاخرتر به چنین روایاتی «اثر» یا «خبر» می‌گویند تا آن‌ها را از احادیث محمد متمایز کنند.
بنابر عقیده مسلمانان، قرآن، به مثابه قانون اساسی اسلام، بیشتر کلیات را بیان کرده و تبیین تفاصیل و جزئیات را به روایات واگذار کرده‌است، از این‌رو روایات، پس از قرآن، مهم‌ترین منبع شناخت دین اسلام به شمار می‌آید. بدین جهت، مسلمانان به فراگیری، ثبت و تدوین احادیث، به‌رغم برخی فراز و نشیب‌ها، توجه کرده و مجموعه‌های حدیثی را شامل هزاران روایت در تمام موضوعات مورد نیاز دین‌داران، فراهم آوردند. پس از آن، دانش‌های رجال، تاریخ حدیث، مصطلحات حدیث، فقه‌ الحدیث و... برای حفظ، نشر، فهم و تبیین میراث روایی پدید آمد.
تدوین هزاران اثر حدیثی نشان می‌دهد که مسلمانان، از آغاز تاکنون، پس از قرآن، بیشتر به حدیث توجه کرده‌اند. در دوران معاصر نیز اندیشمندان مسلمان با نگاهی دوباره به میراث روایی، کوشش گسترده‌ای را برای بهره جستن هر چه بیشتر از این منبع آغاز کردند و با تأسیس دانشگاه‌ها، مراکز تحقیقاتی حدیثی و... در این راه گام‌هایی را برداشتند.

## دلیل نام‌گذاری
حدیث، در لغت به معنی هر چیز نو و جدید است، خبر و کلام را نیز حدیث خوانند. ابوالبقاء گوید: «حدیث، اسم مصدر از تحدیث به معنی خبر دادن است، سپس قول یا فعل یا تقریری که به محمد منسوب شود را بدان نامیده‌اند، و جمع آن احادیث بر خلاف قیاس است». در اصطلاح، حدیث عبارت است از سخنی که حاکی از قول یا فعل یا تقریر معصوم باشد. چنان‌که جمعی از علمای درایة و اصول تصریح کرده‌اند.
اهمیت حدیث در میان مسلمانان از آن روست که از منابع اصلی استنباط احکام در فقه و عقاید در علم کلام محسوب می‌شود. همچنین احادیث از منابع اولیه پژوهش‌های تاریخی می‌باشد.
در طول سده‌های بعد از زندگانی محمد و اهل بیت، احادیث توسط شیعه و سنی در مجموعه‌هایی گردآوری و مدون شده‌است. در میان مجموعه کتاب‌های حدیث، صحاح سته درنزد اهل سنت و اصول اربعه نزد شیعه از اهمیت بسزایی برای مسلمانان برخوردار است.

## علم حدیث
اصطلاح علم حدیث از نظر فقهای اسلامی، علمی است که توسط آن اقوال و افعال و احوال یا تقریر محمد و امامان (از نظر شیعیان) شناخته می‌شود و چون احادیث رسیده از ایشان، شامل گفته‌های آنان هم می‌شود شامل گفته و نیز نام وسائطی است که کلام مزبور را از وی روایت کرده‌اند. می‌توان گفت که اصطلاح «علم حدیث» یعنی دانستن (علم به) قوانینی که به وسیلهٔ آن احوال سند و متن حدیث شناخته می‌شود.

### تقسیمات حدیث در پذیرش
حدیث در پذیرش اولیه به دو دسته تقسیم می‌شود:
۱. احادیثی که عقل مستقل آن‌ها را می‌پذیرد. سند این دسته از احادیث اهمیت عملی ندارد.
۲. احادیثی که به جهت اعتبار انتسابشان به پیامبر یا امامان مورد قبول است. به این دسته از احادیث، احادیث تعبدی می‌گویند. سند این دسته از احادیث مهم است و حرف اول را می‌زند.

### تقسیمات علم حدیث
روایت الحدیث
روایت الحدیث (اصول الحدیث) علمی است که از کیفیت اتصال احادیث به پیامبر اسلام و امام، از جهت احوال روات (که آیا ضابط و عادلند؟) و از لحاظ کیفیت سند (که آیا متصل است یا منقطع؟) و غیر اینها گفتگو می‌کند و خود شامل دو بخش است:
- علم رجال
- مصطلح الحدیث
- چه آنکه اگر از احوال یک یک رجال سند از لحاظ عدالت آنان و وثوق و اعتماد به روایت و نقل آن‌ها بحث شود، «علم رجال» نامیده می‌شود.
- اگر از کیفیت نقل حدیث توسط راویان از لحاظ اتصال و انقطاع زنجیره حدیث یا داشتن سند یا ارسال و مانند آن سخن رود، به «مصطلح الحدیث» و گاهی به «درایه» تعبیر نمایند؛ ولی نام اول با این عمل متناسب‌تر است، چه آنکه درایه به معنی علم و فهم معانی است و شناسائی اصطلاحات متناسب با نام (مصطلح الحدیث) است.

درایت الحدیث
درایة الحدیث (در مقابل روایة الحدیث) علمی است که از مفاد الفاظ متن حدیث چون شرح لغات حدیث و بیان حال حدیث از لحاظ استعمال و تقیید و عموم و خصوص و داشتن معارض و مانند اینها بحث می‌کند که مناسب است نام این قسمت را فقه الحدیث گذارند. بخش اول را اصول الحدیث نیز می‌نامند.

## اقسام حدیث
- خبر متواتر و خبر واحد

حدیثی متواتر است که شمار راویان آن در هر طبقه به حدی باشد که تبانی آنان بر جعل حدیث عادتاً محال باشد و افاده علم به صدور مضمون حدیث از معصوم کند. خبر متواتر به لفظی و معنوی تقسیم شده‌است. متواتر لفظی، خبری است که همه ناقلان، مضمون آن را به یک لفظ نقل کرده باشند و این به ندرت محقق شده‌است. متواتر معنوی، قدر مشترک مضمون چند خبر است و این معنا فراوان تحقق یافته‌است. هر حدیثی که خبر متواتر نباشد خبر واحد است، هر چند سلسله راویان آن بیش از یکی باشد.
- حدیث صحیح

از نظر قدمای شیعه به حدیثی صحیح گفته می‌شود که صدور آن از معصوم قطعی باشد ولو با قراین خارجی، ولی از نظر متأخران حدیثی صحیح است که اولاً: تمامی سلسله سند آن تا معصوم متصل باشد؛ ثانیاً: راویان آن در تمام طبقات دارای دو ویژگی وثاقت و امامی بودن باشند.
- حدیث حسن (حَسَن)

«حَسَن»، حدیثی است که سلسله سند آن متصل و راویانش امامی و ممدوح‌اند به مدحی که به حدّ وثاقت نرسیده است. اگر بعضی از راویان سلسله سند چنین باشند در صورتی که مابقی صفت رجال حدیث صحیح را دارا باشند به آن نیز حسن گفته می‌شود، زیرا نتیجه تابع اخسّ رجال است. از این جهت، حدیث حسن از نظر اعتبار پس از روایت صحیح قرار دارد.
- حدیث موثَّق

«موثَّق»، حدیثی است که، به استثنای شرط امامی بودن، راویان آن برخوردار از دو رکن پیش گفته در حدیث صحیح باشند؛ بنابراین اگر سلسله سند روایتی به معصوم متصل و راویان آن ثقه باشند در صورتی که همه یا بعضی از آن‌ها شیعه دوازده امامی نباشند، موثق خواهد بود. حدیث موثق از جهت اعتبار، پس از حدیث صحیح و حسن، در مرتبه سوم قرار دارد.
- حدیث ضعیف

به حدیثی «ضعیف» می‌گویند که هیچ‌یک از تعریف‌های اقسام پیش گفته، یعنی صحیح، حسن و موثق بر آن منطبق نباشد. به عبارت روشن‌تر، حدیثی که سلسله سند آن فاقد اتصال باشد، یا راویان آن افراد مجهول‌الحال، یا فاسق و دروغگو باشند، حدیث ضعیف خواهد بود.

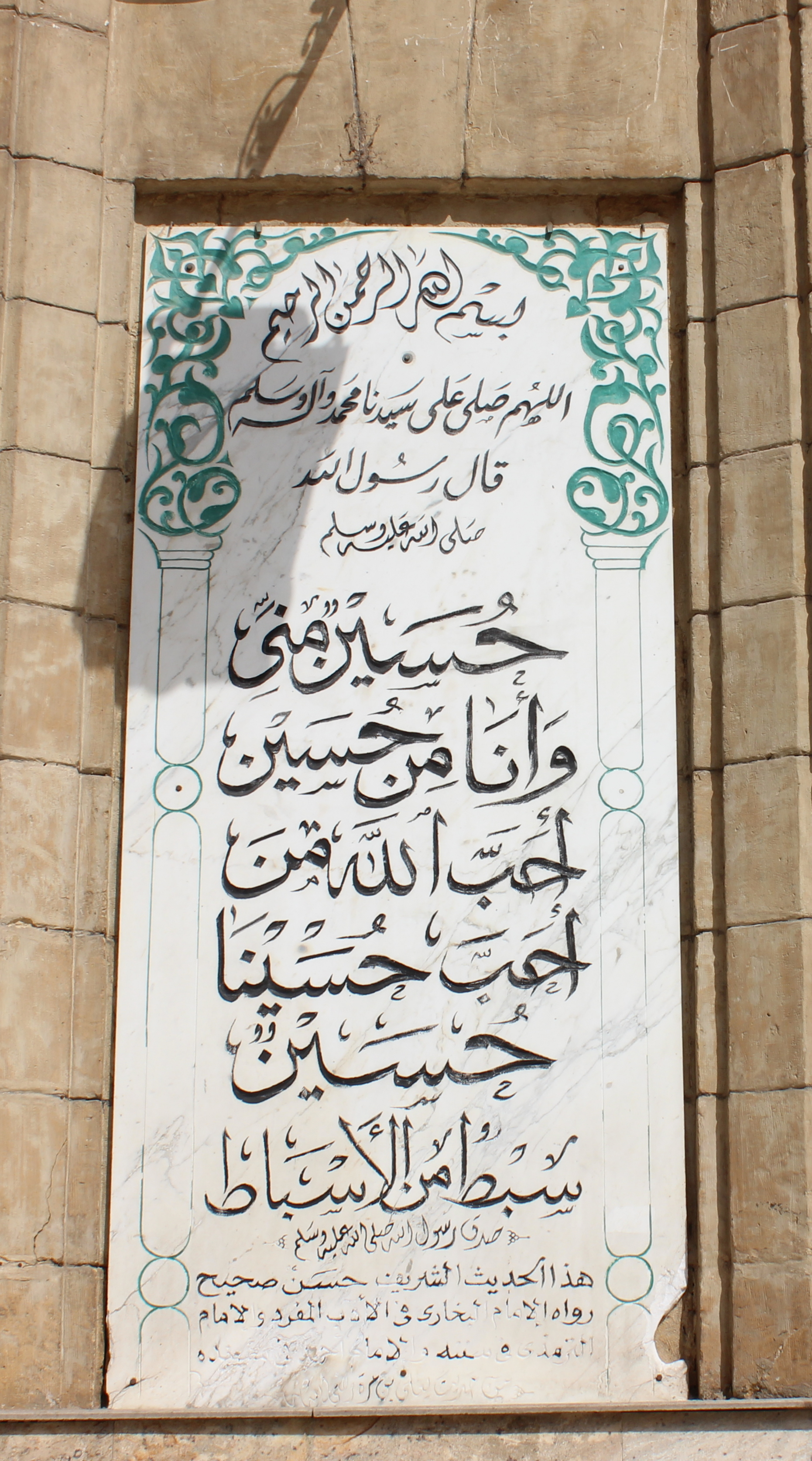
حدیثی نبوی در وصف حسین بن علی بر سر در مسجد امام حسین

## برخی از احادیث معروف
حدیث کساء- حدیث ثقلین-حدیث جابر-حدیث سلسلةالذهب-حدیث لوح فاطمه-حدیث سفینه-حدیث مردان فارسی-حدیث منزلت -حدیث غدیر-حدیث جبرئیل

## آمار روایات اسلامی

### حدیث‌های اهل سنت
شمار احادیث اهل سنت، ۴۶ هزار و ۶۲۴ روایت است که بیشترشان تکراری‌اند.

### روایات شیعه
تعداد احادیث شیعه، ۴۱۴ هزار و ۹۶۰ روایت است که تنها ۱۸۷ هزار و ۷۶۳ روایتش غیر تکراری است.

## قرآنیان
مکتب و شاخه‌ای از مسلمانان است که قرآن را تنها کتاب و مرجع مستند برای ایمان، انجام مناسک و اعمال دینی خود، قبول دارند. اینان حدیث و گاه سنت را که عموم مسلمانان و روحانیان رسمی به عنوان مرجع مورد قبول برای انجام مناسک و ملاک ایمان و اعتقاد می‌دانند، ملازم و مترادف اعتقاد دینی ندانسته و در رفتار دینی خود الزامی به رعایت آن ندارند.